# 428 هـ
428 هـ هي سنة في التقويم الهجري امتدت مقابلةً في التقويم الميلادي بين سنتي 1036 و1037.

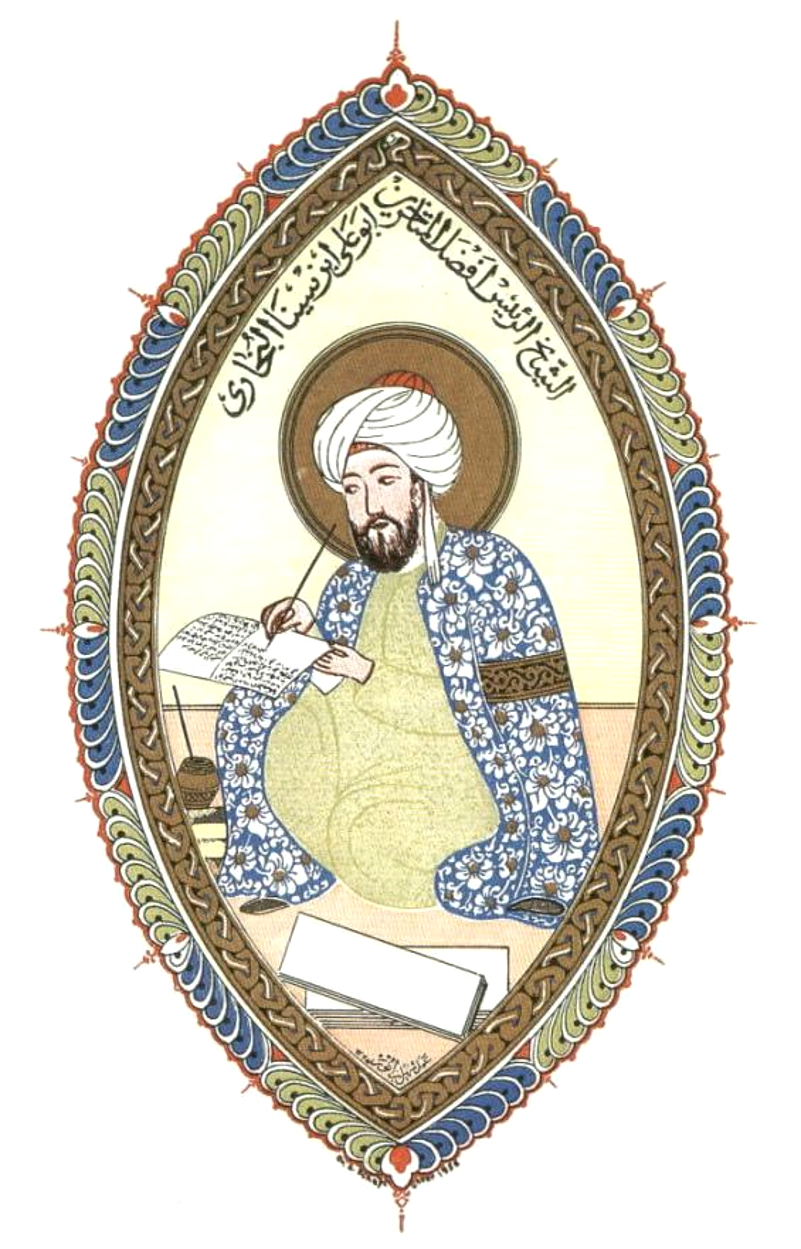
ابن سينا

## أحداث
- استيلاء السلاجقة على مدينة مرو

## وفيات
- أحمد القدوري
- أحمد بن منجويه
- القدوري
- حبوس بن ماكسن
- حمزة السهمي
- مهيار الديلمي
- هشام المعتد بالله

- ابن سينا
- ابن باكويه
- منصور بن عراق - عالم فلك ورياضيات عربي مسلم.